# Kestel
Kestel odnosno Monoštor (mađ. Keszthely) je grad u Mađarskoj smješten na obali Blatnog jezera.
Kestel je jedno od najpoznatijih turističkih odredišta u Mađarskoj, posebno popularan među domaćom populacijom zbog svog položaja na Balatonu, ali i zbog mnogih kulturnih i povijesnih atrakcija od kojih se posebno ističe veliki dvorac Feštetić privlači i inozemne turiste.

Hrvatski naziv za stanovnika ovog grada je Kestelčan, a za stanovnicu Kestelčica.
Grad 2010. godine ima 21 053 stanovnika, no iako je riječ o relativno malom mjestu, zahvaljujući povoljnom položaju uz jezero, oduvijek je bio zanimljiv regionalnoj aristokraciji što mu je priskrbilo i bogatu kulturnu baštinu pa se danas ističe i s 9 gradskih muzeja te velikom knjižnicom u sklopu dvorca Feštetića koja ima veliku zbirku od oko 90 000 knjiga.
Keszthely je također i akademski grad jer je u njemu smješten Poljoprivredni fakultet Panonskog sveučilišta.

## Zemljopis
Kestel je smješten na zapadnoj obali Blatnog jezera u regiji zapadnog podunavlja i zalskoj županiji. Zahvaljujući položaju uz jezero, grad karakterizira malo drugačija klima u odnosu na ostala područja zapadne Mađarske što se prvenstveno odnosi na manje temperaturne varijacije i vlažniju klimu s nešto više oborina i oblačnih dana u odnosu na ostatak zemlje. 

## Stanovništvo
Prema podatcima iz 2010. godine grad Kestel ima 21.053 stanovnika. Na popisu 2001. je godine u Kestelu živjelo 22.377 Kestelčana i Kestelčica, većinom Mađara, zatim 1% Roma koji imaju manjinsku samoupravu, te 0,7% Nijemaca, 0,1% Hrvata i drugih.

## Povijest
Područje današnjeg Kestela ima dugi kontinuitet naseljenosti jer su na lokalitetu i okolici grada pronađeni arheološki ostaci civilizacije još od prapovijesnih vremena preko svih naroda koji su živjeli i upravljali teritorijem zapadne Mađarske i tamo ostavili svoj pečat. Uz ostala nalazišta ističu se i ostaci temelja nekadašnje rimske utvrde.
1925. je Kestelu pripojen Mali Kestel (Kiskeszthely), a 1954. je godine Kestel stekao status grada.

## Gospodarstvo
Danas su glavne gospodarske grane u Kestelu prvenstveno turizam koji ima dugu tradiciju još od 19. stoljeća te prehrambena industrija.

## Spomenici i znamenitosti
Kao jedno od omiljenih odredišta austrougarske aristokracije, grad je bogat kulturnom baštinom među kojom se najviše ističe impozantni barokni dvorac Feštetić koji je 1769. godine počela graditi plemićka obitelj Festetic (Feštetić) hrvatskih korijena. Dvorac je današnji oblik poprimio tek negdje između 1883. i 1887. godine. Unutar dvorca je smještena i velika knjižnica koja ima čak 80-ak tisuća knjiga i jedna je od najvećih zbirki koje su bile u vlasništvu europskog plemstva.
U gradu je također smješteno i 9 muzeja te nekoliko galerija i crkava.

## Gradovi prijatelji
- Odorheiu Secuiesc, Rumunjska
- Boppard, Njemačka
- Delden, Nizozemska
- Łańcut, Poljska
- Litomyšl, Češka
- Levoča, Slovačka
- Piran, Slovenia
- Piwniczna-Zdrój, Poljska
- Alanya, Turska

## Galerija
- Dvorac Feštetić
- Detalj knjižnice u dvorcu
- Centar
- Centar
- Centar
- Centar
- Crkva

## Vanjske poveznice
1. Službena stranica